# 比良 (砲艦)
| 比良               |                                                       |
| 艦歴               |                                                       |
| 計画               | 1920年度                                              |
| 起工               | 1921年8月15日（日本） 1922年4月17日（漢口、工事着手） |
| 進水               | 1923年3月24日（漢口）                                 |
| 就役               | 1923年8月24日                                         |
| 除籍               | 1945年9月30日                                         |
| 性能諸元（竣工時） |                                                       |
| 排水量             | 基準：330t 常備：338t 公試：383t                      |
| 全長               | 56.08m                                                |
| 全幅               | 8.23m                                                 |
| 吃水               | 1.02m （公試平均）                                    |
| 主缶               | ロ号艦本式混焼缶2基                                   |
| 主機               | 直立2段膨張レシプロ2基2軸 2,100hp                     |
| 速力               | 16.0kt                                                |
| 航続距離           | 1,750NM / 10.0kt （石炭20t 重油74t）                  |
| 乗員               | 62名                                                  |
| 兵装               | 40口径8cm単装高角砲2門 留式7.7mm機銃6挺               |

比良（ひら）は、日本海軍の砲艦。勢多型砲艦の2番艦である。艦名は「近江八景」の一つ「比良の暮雪」で知られる景勝地「比良山地」にちなんで名づけられた。

## 艦歴
三菱神戸造船所において完成、それを解体し漢口に輸送、揚子江機器有限公司で組立てを行い、1923年8月24日に竣工、二等砲艦に類別された。
1931年6月1日、砲艦に類別変更。翌年の第一次上海事変において、上海や長江方面の警備に従事した。日中戦争において、上海陸上作戦の支援、長江遡行作戦に加わった。太平洋戦争においては、長江流域の警備に従事した。1944年10月1日に軍艦から除かれ艦艇の砲艦に類別が変更された。
1944年11月26日、安慶で中国軍機の爆撃を受け大破し、そのまま終戦を迎えた。1945年9月30日に除籍された。

## 艦長
※『日本海軍史』第9巻・第10巻の「将官履歴」に基づく。
艤装員長
- 湯野川忠一 少佐：1922年11月20日[1] - 1923年8月24日[2]

艦長
- 湯野川忠一 少佐：1923年8月24日[2] - 1923年12月1日[3]
- 小林仁 少佐：1923年12月1日 - 1925年1月6日
- 三浦友三郎 少佐：1925年1月6日[4] - 1926年6月15日[5]
- 岡野俊吉 少佐：1926年6月15日[5] - 1927年6月20日[6]
- 広瀬末人 少佐：1927年6月20日 - 1928年11月1日
- 前田稔 少佐：1928年11月1日 - 1930年5月1日
- 山澄貞次郎 少佐：1930年5月1日 - 1932年4月1日
- 三上射鹿 少佐：1932年4月1日[7] - 1933年10月20日[8]
- 板倉得止 少佐：1933年10月20日 - 1934年11月15日
- 小田為清 中佐：1934年11月15日 - 1935年11月15日
- 本告唯次 少佐：1935年11月15日[9] - 1937年1月9日[10]
- 土井申二 中佐：1937年1月9日[10] - 1938年2月10日[11]
- 長屋茂 中佐：1938年2月10日[11] - 1938年12月15日[12]
- 島内吉次 中佐：1938年12月15日[12] - 1939年9月25日[13]
- 久保田智 中佐：1939年9月25日 - 1940年10月15日
- 土橋豪実 少佐：1940年10月15日[14] - 1941年8月20日[15]
- 坂元常男 少佐：1941年8月20日[15] -

## 同型艦
- 勢多 - 比良 - 保津 - 堅田

## 参考資料
- 呉市海事歴史科学館編『日本海軍艦艇写真集 航空母艦・水上機母艦』ダイヤモンド社、2005年。
- 片桐大自『聯合艦隊軍艦銘銘伝』普及版、光人社、2003年。
- 海軍歴史保存会『日本海軍史』第7巻、第9巻、第10巻、第一法規出版、1995年。